# Stizorhina
A Stizorhina a madarak osztályának verébalakúak (Passeriformes) rendjébe és a rigófélék (Turdidae) családjába tartozó nem. Egyes szervezetek a Neocossyphus nembe sorolják ezt a két fajt is,

## Rendszerezésük
A nemet Harry C. Oberholser írta le 1899-ben, az alábbi 2 faj tartozik ide:
- Finsch-rókarigó (Stizorhina finschii)
- rövidlábú rókarigó (Stizorhina fraseri)

## Előfordulásuk
Afrika területén honosak. Természetes élőhelyeik a szubtrópusi vagy trópusi síkvidéki esőerdők, száraz erdők és mocsári erdők, folyók és patakok környékén, valamint emberi környezet. Állandó, nem vonuló fajok.

## Megjelenésük
Testhosszuk 18-20 centiméter körüli.